# Phú Dân
Phú Dân (tiếng Trung: 富民县), Hán Việt: Phú Dân huyện là một huyện thuộc Côn Minh, tỉnh Vân Nam, Cộng hòa Nhân dân Trung Hoa. Diện tích huyện này là 993 km2, dân số năm 2003 là 140.000 người. Chính quyền huyện đóng ở số 88, đường Vĩnh Định, trấn Vĩnh Định.

## Các đơn vị hành chính

### Trấn
- Vĩnh Định (永定镇)
- Đại Doanh (大营镇)

### Cáchương
- La Miễn Di tộc Miêu tộc (罗免彝族苗族乡)
- Xích Tựu (赤就乡)
- Khoản Trang (款庄乡)
- Đông Thôn (东村乡)
- Tản Đán (散旦乡)